# Plumeria mariaelenae
Plumeria mariaelenae är en oleanderväxtart som beskrevs av J.F.Gut. och J.Linares. Plumeria mariaelenae ingår i släktet Plumeria och familjen oleanderväxter. Inga underarter finns listade i Catalogue of Life.